# Danish Thundersport Championship
Danish Thundersport Championship (forkortet DTC) er en dansk motorsportsserie, administreret af DTC Motorsport A/S (DTC A/S). DTC afviklet sin første sæson i 2012 og er en sportsvognsserie med amerikanske muskelbiler af typen CCRMK1. Serien afvikles efter DASU's reglement. DTC har overtaget forkortelsen fra Danish Touringcar Championship.

## Historie
Danish Touringcar Championship havde et problematisk tab af deltagere op til 2009. I 2011 blev Danish Touringcar Championship og Swedish Touring Car Championship sammenlagt til Scandinavian Touring Car Championship. Serien blev oprettet for at gøre det lettere for de danske kørere at deltage. Men i 2011 sæsonen var der ingen danske kørere, der have en fuld sæson. Det fik Peter Elgaard til at lave en dansk camaro cup (DTC). I den nye DTC serie er bilerne identiske, hvilket skal gøre det økonomisk overkommeligt for kørerne. DTC er inspireret af den svenske camaro cup og det var ikke kun Danmark men også Norge og Finland der debuterede i 2012 med en national camaro cup. Kørere som Jan Magnussen, Casper Elgaard og John Nielsen er til at finde i DTC. DTC-reglementet er godkendt af DASU og afholdes henholdsvis på Jyllandsringen, Padborg Park, Ring Djursland og Classic Race Aarhus. DTC have premiere d. 27. Maj 2012 på Jyllandsringen.
I 2013 blev forskellige karrosserier tilladt som Dodge Challenger og Ford Mustang. Det ændrede ikke på prisen og bilernes ens performance da chassis og motor stadig skal være ens. Sæsonen blev kørt over syv afdelinger, heraf én i Norge for første gang samt en på bybanen i Aarhus..
DASU satte alderskravet ned fra 18 til 16 for at åbne døren for de unge racer-talenter.
DTC A/S arbejder tæt sammen med den norske serie, Norwegian Thunder Car championship (NTCC) og flere norske kører deltager i begge serier. Der er flere løb i DTC som også tæller i NTCC.
I 2014 blev de oprindelige 2 heat pr. afdeling erstattet af 3 heat. Det sidste heat sættes i gang med en stående start mens de to første stadig vil være rullende.

## CCRMK1
- Motor: 5,7 liter V8
- Hestekræfter: 445 hk
- Acceleration: 0-100 km/t 4,6 sekunder
- Transmission: T10 firtrins gearkasse med H-skifte
- Vægt: 1.160 kg (Minimumsvægt inkl. fører: 1215 kg)
- Pris: 500.000 kr.
- De er blevet kendt for deres små bremser som hurtigt bliver for varme.

## Mesterskab
Team: Hvert team må kun have to biler, der tæller med i teammesterskabet. Der gives point efter samme system som for kørerne. Kørerne får point for deres placering efter hvert heat.
| Pointsystem | Pointsystem | Pointsystem | Pointsystem | Pointsystem | Pointsystem | Pointsystem | Pointsystem | Pointsystem | Pointsystem | Pointsystem | Pointsystem | Pointsystem | Pointsystem | Pointsystem | Pointsystem | Pointsystem | Pointsystem | Pointsystem | Pointsystem | Pointsystem |
| Position    | 1st         | 2nd         | 3rd         | 4th         | 5th         | 6th         | 7th         | 8th         | 9th         | 10th        | 11th        | 12th        | 13th        | 14th        | 15th        |             |             |             |             |             |
| Point       | 20          | 17          | 15          | 13          | 11          | 10          | 9           | 8           | 7           | 6           | 5           | 4           | 3           | 2           | 1           |             |             |             |             |             |
| ----------- | ----------- | ----------- | ----------- | ----------- | ----------- | ----------- | ----------- | ----------- | ----------- | ----------- | ----------- | ----------- | ----------- | ----------- | ----------- | ----------- | ----------- | ----------- | ----------- | ----------- |

I slutstillingen fratrækkes hver kørers tre dårligste resultater. Dog kan man ikke fratrække heat hvor man er blevet diskvalificeret eller det sidste heat i sæsonen

## Tidstagning
På en løbsweekend afholdes der to løb. I det første bliver startplaceringerne afgjort ved en tidstagning. En tidstagning består af to runder (Q1 og Super pole). I Q1 kører alle kørerne deres hurtigste omgangstid. De 8 hurtigste går videre fra Q1 til Super pole. De 8 kører bliver sendt af sted en af gang for kun at køre en omgang. Omgangstiden for den omgang bestemmer startplacering med den hurtigst først og derefter. 
Løb 2 er startplaceringerne efter løbsplaceringerne i første løb. Top 8 (mindre end 12 deltager: top 6) fra første løb bliver vendt om så køreren der slutter første løb på ottendeplads vil holde forrest i andet løb. Kørere som er udgået fra første løb vil starte sidste. Er der flere kørere som er udgået er det efter hvor langt de kørte i første løb der bestemmer deres startplacering.
I løb 3 bliver løbsplaceringerne i første og anden løb lagt sammen. Den med det laveste antal starter først osv.

## Resultater
| Sæson | Kører          | Team                          |
| ----- | -------------- | ----------------------------- |
| 2012  | Jan Magnussen  | Fukamuni Racing               |
| 2013  | Dennis Lind    | Danish Motorsport Development |
| 2014  | Casper Elgaard | STARK Racing                  |

## Ekstern henvisninger
- DTC's hjemmeside